# Ice MC

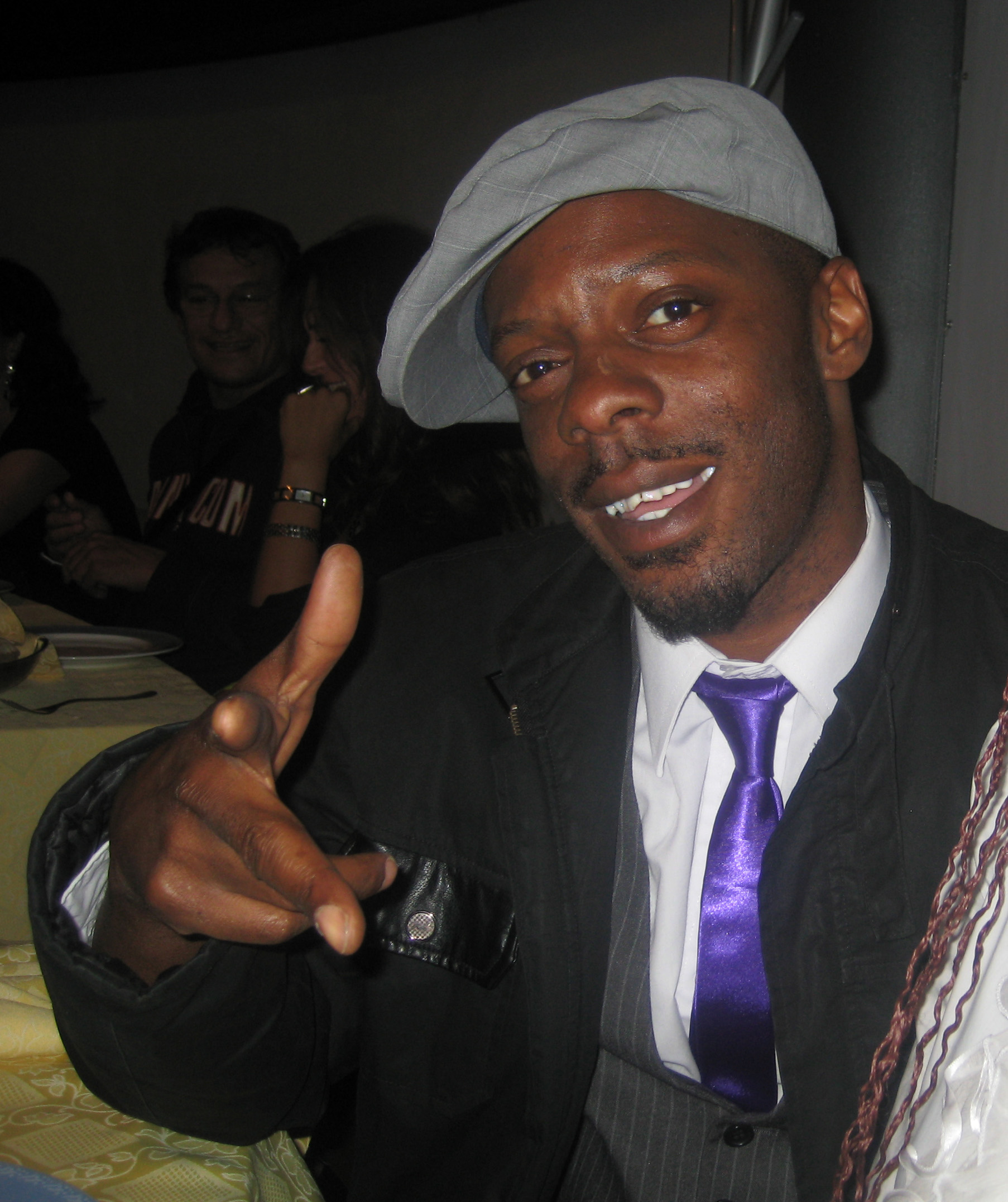
Ian Campbell alias Ice MC (2008)

Ice MC ist das Dancefloor-Projekt des britischen Sängers und Rappers Ian Campbell. Unterstützt wurde er bis 1994 von der Sängerin Jasmin Heinrich, danach von Alessia Aquilani. Die Debütsingle Easy war 1989 der erste Charthit.

## Werdegang
Ian Campbell wuchs in Hyson Green bei Nottingham auf. Während seiner High-School-Zeit entstand aus den Initialen 'I' und 'C' der Spitzname 'Ice', den er später als 'Ian Campbell Esquire' deutete. Nach dem Abitur verbrachte der Sohn jamaikanischer Eltern einige Zeit in der Nähe seiner Heimatstadt, bevor er sich 1983 einer Breakdance-Crew anschloss, mit der er auf Europa-Tournee ging und so nach Florenz, Italien, kam. Dort entstand 1989 der Kontakt zu Roberto Zanetti alias Robyx, einem italienischen Musiker und Produzenten, der unter anderem als Savage bekannt wurde.
Das Resultat der gemeinsamen Arbeit war Campbells Debütsingle Easy, die unter dem Namen Ice MC veröffentlicht wurde. Den Gesangspart übernahm zunächst Jasmin Heinrich. Der Titel erreichte hohe Platzierungen in den europäischen Hitparaden, z. B. Platz 5 in Italien und Platz 3 in Deutschland. Die Folgesingles Cinema und Scream waren ebenfalls erfolgreich. Das dazugehörige Album Cinema erschien 1990. Weil Hip House 1991 nicht mehr sehr populär war, blieb das zweite Ice-MC-Album ein Ladenhüter.
Das dritte Studioalbum Ice ’n’ Green erschien 1994. Den weiblichen Gesangspart übernahm nun Alessia Aquilani. Die Auskopplungen Take Away the Colour, Think About the Way, das auch Teil des Soundtracks zu Trainspotting – Neue Helden wurde, und It’s a Rainy Day waren weltweit in den Hitparaden vertreten. Der neue Raggamuffin-Stil war sogar in den USA gefragt und sorgte dort für häufige Radioeinsätze. 1995 kamen neue Versionen der bekannten Hitsingles auf Ice ’n’ Green – The Remix Album in die Läden. Im selben Jahr hatten Campbell und Robyx einen Streit, worauf sich die beiden trennten.
Das 1996er Album Dreadatour wurde von verschiedenen Teams produziert, unter anderem von Masterboy und Nosie Katzmann. Leadsängerin war Valentina Ducros. Die erste Single Give Me the Light erklomm in einigen Ländern mittlere Chartpositionen, die zweite Auskopplung Music for Money blieb erfolglos.
2002 kehrte Campbell nach Italien zurück, um wieder mit Robyx zu arbeiten. Erst 2004 kam sein neues Studioalbum Cold Skool in den Handel. Den Gesang übernahmen Michelle Weeks und Sarah Grimaldi. Im August 2012 erschien die neue Single Out Tonight, die er zusammen mit der Sängerin Giulia Gal aufnahm.
Seit 2013 nimmt Campbell wieder als Ice MC an 90er-Jahre-Festivals teil.

## Mitglieder
- Ian „Ice MC“ Campbell (* 22. März 1965 in Nottingham, England)
- Jasmin „Jassi“ Heinrich (* 30. Dezember 1970 in Hamburg, Deutschland) (bis 1994)[2]
- Alessia „Alexia“ Aquilani (* 19. Mai 1967 in La Spezia, Italien) (ab 1994 für Heinrich)

## Diskografie

### Alben
- 1990: Cinema
- 1991: My World
- 1991: The Megamix (LP)
- 1991: The Best of Ice MC
- 1994: Ice ’n’ Green
- 1995: Ice ’n’ Green (The Remix Album)
- 1996: Dreadatour
- 1996: Greatest Hits
- 2001: Discomania
- 2004: Cold Skool
- 2010: It’s a Rainy Day (André Picar feat. Ice MC)

### Singles und EPs
- 1989: Easy
- 1990: Scream
- 1990: Cinema
- 1990: Ok Corral!
- 1990: Megamix
- 1991: People
- 1991: Happy Weekend
- 1991: The Maxi-CD Collection (4 CD-Maxis)
- 1992: Rainy Days
- 1993: Take Away the Colour
- 1994: Funkin’ with You
- 1994: Think About the Way
- 1994: It’s a Rainy Day
- 1995: Ice ’n’ Mix
- 1995: Megamíx
- 1995: Take Away the Colour (’95 Reconstruction)
- 1995: Dark Night Rider
- 1995: Ice-a-Megamix
- 1996: Run fa Cover
- 1996: Music for Money
- 1996: Give Me the Light
- 1996: Russian Roulette
- 1997: Let’s Take It Easy
- 2002: Think About the Way 2002 (Marco DeJonge feat. Ice MC)
- 2004: It’s a Miracle (Bring That Beat Back)
- 2004: My World
- 2007: Think About the Way (Frisco vs. Ice MC)
- 2009: Think About the Way 2k9 (Gigi Barocco vs. Ice MC) (vier MP3-Files)
- 2010: Party with Us (DJ Sanny J feat. Ice MC)
- 2010: Think About the Way 2010 (Virtual Vault feat. Ice MC) (drei MP3-Files)
- 2011: Alegria (DJ Sanny J feat. Ice MC & Neon)
- 2011: Kill It Tonight (DJ Sanny J feat. Ice MC)
- 2012: The Club (DJ Sanny J feat. Ice MC)

## Auszeichnungen für Musikverkäufe
| Silberne Schallplatte - Frankreich - 1994: für die Single It’s a Rainy Day | Goldene Schallplatte - Frankreich - 1995: für das Album Ice ’n’ Green - Italien - 2024: für die Single Think About the Way |

| Land/RegionAuszeichnungen für Musikverkäufe (Land/Region, Auszeichnungen, Verkäufe, Quellen) | Silber  | Gold     | Platin | Verkäufe | Quellen     |
| -------------------------------------------------------------------------------------------- | ------- | -------- | ------ | -------- | ----------- |
| Frankreich (SNEP)                                                                            | Silber1 | Gold1    | —      | 225.000  | infodisc.fr |
| Italien (FIMI)                                                                               | —       | Gold1    | —      | 50.000   | fimi.it     |
| Insgesamt                                                                                    | Silber1 | 2× Gold2 | —      |          |             |